# Главы Архангельска
Список глав города Архангельска с 1991 года по настоящее время.

## История
3 сентября 1991 года в соответствии с «Положением о местном самоуправлении в городе Архангельске», утвержденным решением городского Собрания народных депутатов города Архангельска, впервые введена должность Главы городской (местной) администрации. Его назначение осуществлялось Главой администрации Архангельской области по согласованию с городским Советом депутатов.
8 декабря 1996 года состоялись первые в истории города всеобщие выборы Главы муниципального образования города Архангельска.
24 декабря 1996 года было принято решение наименовать Главу муниципального образования города Архангельска — Мэр города Архангельска.
23 сентября 2015 года решением Архангельской городской думы были внесены изменение в Устав города Архангельска, предусматривающие новое наименование должности градоначальника — Глава муниципального образования «Город Архангельск», и изменяющие порядок его выборов.

## Градоначальники

### Главы городской (местной) администрации Архангельска
| Фамилия, Имя Отчество           | Должность                                     | Время работы в должности | Время работы в должности | Порядок вступления в должность                                                                             |
| ------------------------------- | --------------------------------------------- | ------------------------ | ------------------------ | --- |
| Бронников, Анатолий Аверьянович | Глава администрации города Архангельска       | 11 ноября 1991 года      | 5 июля 1993 года         | Назначен постановлением Главы администрации Архангельской области при согласии городского Совета депутатов |
| Власов, Валентин Степанович     | Глава администрации города Архангельска       | 6 июля 1993 года         | 20 апреля 1994 года      | Назначен постановлением Главы администрации Архангельской области при согласии городского Совета депутатов |
| Котлов, Владимир Михайлович     | И. о. Главы администрации города Архангельска | 20 апреля 1994 года      | 5 июля 1994 года         | Назначен постановлением Главы администрации Архангельской области                                          |
| Герасимов, Владимир Георгиевич  | Глава администрации города Архангельска       | 5 июля 1994 года         | 11 декабря 1996 года     | Назначен постановлением Главы администрации Архангельской области                                          |

### Мэры города Архангельска
| Фамилия, Имя Отчество         | Должность                      | Время работы в должности | Время работы в должности | Порядок вступления в должность                                          |
| ----------------------------- | ------------------------------ | ------------------------ | ------------------------ | ----------------------------------------------------------------------- |
| Балакшин, Павел Николаевич    | Мэр города Архангельска        | 14 декабря 1996 года     | 14 декабря 2000 года     | Избран населением города                                                |
| Нилов, Олег Васильевич        | Мэр города Архангельска        | 16 декабря 2000 года     | 27 марта 2005 года       | Избран населением города 3 декабря 2000 года                            |
| Донской, Александр Викторович | Мэр города Архангельска        | 28 марта 2005 года       | 29 февраля 2008 года     | Избран населением города 13 марта 2005 года                             |
| Павленко, Виктор Николаевич   | И. о. мэра города Архангельска | 23 октября 2007 года     | 7 июня 2008 года         | Назначен распоряжением мэра города Архангельска                         |
| Павленко, Виктор Николаевич   | Мэр города Архангельска        | 8 июня 2008 года         | 25 сентября 2015 года    | Избран населением города 25 мая 2008 года, переизбран 4 марта 2012 года |

### Главы муниципального образования «Город Архангельск»
| Фамилия, Имя Отчество           | Должность                                                  | Время работы в должности | Время работы в должности | Порядок вступления в должность                                             |
| ------------------------------- | ---------------------------------------------------------- | ------------------------ | ------------------------ | -------------------------------------------------------------------------- |
| Чиненов, Святослав Владимирович | И. о. Главы муниципального образования «Город Архангельск» | 25 сентября 2015 года    | 4 декабря 2015 года      | Назначен в соответствии с постановлением мэра города 25 сентября 2015 года |
| Годзиш, Игорь Викторович        | Глава муниципального образования «Город Архангельск»       | 4 декабря 2015 года      | 19 октября 2020 года     | Избран на сессии Архангельской городской Думы 25 ноября 2015 года          |
| Морев, Дмитрий Александрович    | Глава муниципального образования «Город Архангельск»       | 9 ноября 2020 года       |                          | Избран на сессии Архангельской городской Думы 28 октября 2020 года         |